# Schibe
Die Schibe ist ein 2151 Meter hoher Berg im Berner Oberland auf der Gemeindegrenze zwischen Guggisberg und Oberwil im Simmental. Sie stellt den höchsten Punkt der nordwestlich gelegenen Gemeinde Guggisberg dar.

## Geographie
Die Schibe sendet nach Norden, Süden und Westen ausgeprägte Grate mit jeweils einem Nebengipfel aus. Im Norden liegt die markante Galiteflue (2113 m), im Süden die Tosse (2074 m) und im Westen der Gipfel Hahnen (2034 m). Die Schibe ist der höchste Berg einer von West nach Ost verlaufenden Bergkette nördlich von Oberwil im Simmental mit den vier Hauptgipfeln  Märe (2091 m; Schartenhöhe ca. 140 m), Schibe, Widdersgrind (2103 m; Schartenhöhe 219 m nach Norden zum Sattel Grencheggalm) und Hömädli (2021 m; Schartenhöhe 168 m). Diese Bergkette schliesst im Südwesten die Gebirgsgruppe der Berner Voralpen nördlich des Simmentals um Stockhorn, Gantrisch und  Ochse ab: der im Süden der Märe gelegene Chänelpass trennt die Berner Voralpen von den südwestlich liegenden Freiburger Voralpen.